# Hyagnis insularis
Hyagnis insularis är en skalbaggsart som beskrevs av Báguena och Stefan von Breuning 1958. Hyagnis insularis ingår i släktet Hyagnis och familjen långhorningar. Inga underarter finns listade i Catalogue of Life.